# Metzler-Kunsthistoriker-Lexikon
Metzler-Kunsthistoriker-Lexikon est un lexikon biographique publié pour la première fois par Metzler-Verlag en 1999. Il présente des historiens de l'art germanophones du XVIIe siècle à nos jours. Les éditeurs sont Peter Betthausen, Peter H. Feist et Christiane Fork, et Karin Rührdanz et Jürgen Zimmer étaient des collaborateurs.
Les 200 biographies de la première édition commencent avec Joachim von Sandrart et se poursuivent avec des individus sélectionnés du XVIIIe siècle et du début du XIXe siècle, mais l'accent est mis sur les historiens de l'art germanophones à partir de la seconde moitié du XIXe siècle. Les biographies individuelles comprennent généralement une à trois pages et sont chacune divisées en une brève appréciation de l'œuvre et de la biographie proprement dite ; les deux parties sont suivies d'une bibliographie.
La deuxième édition a été publiée en 2007, elle a été complétée par dix biographies d'historiens de l'art et complètement révisée. En particulier, les bibliographies ont été mises à jour. La même année, le lexicon révisé a été mise en ligne.